# Fortezza di Salisburgo

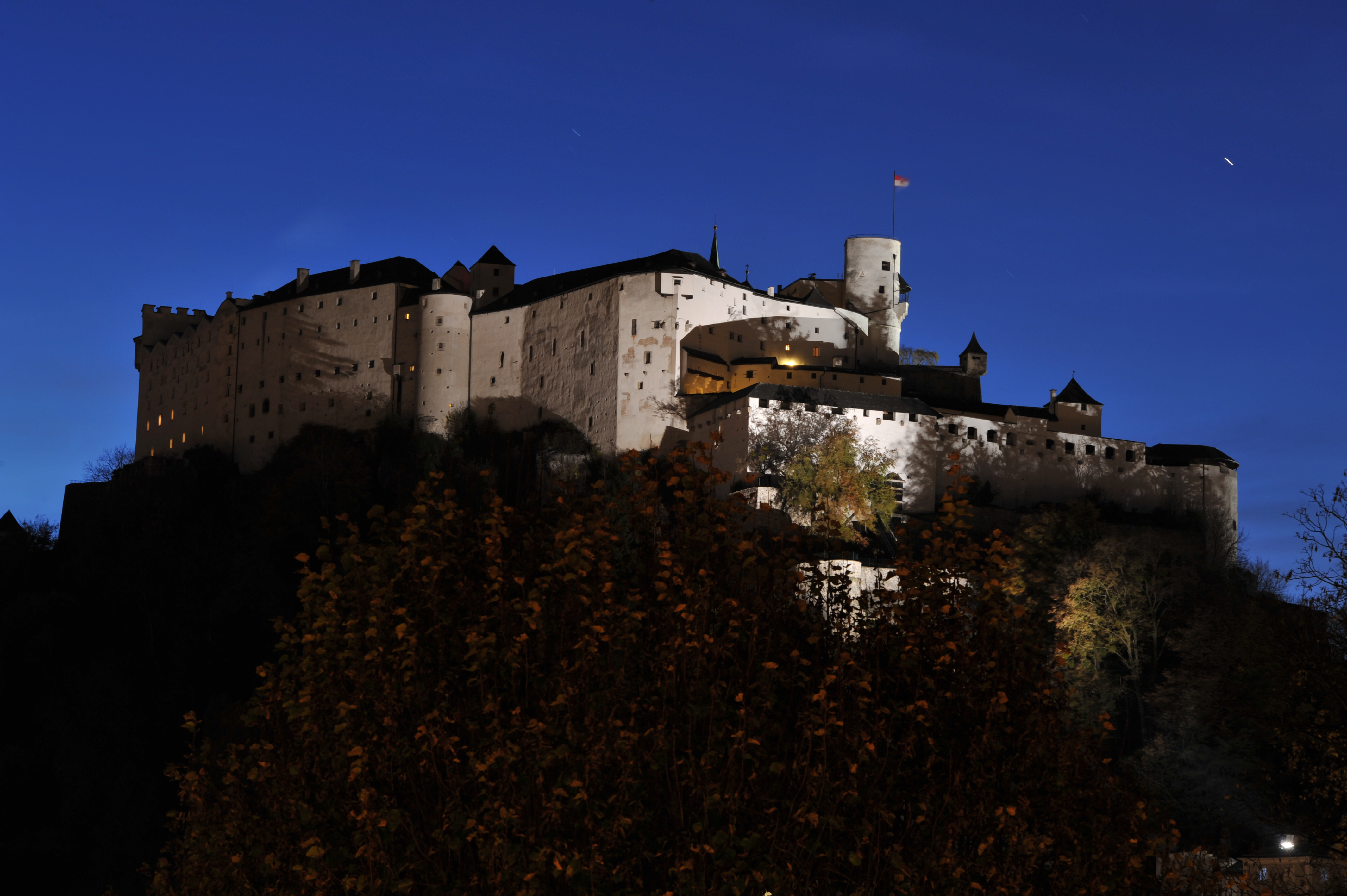

La fortezza medievale di Salisburgo (in tedesco Festung Hohensalzburg) domina la città austriaca dall'alto del Festungsberg ("montagna della fortezza"). Con più di 7.000 metri quadrati di superficie edificata (più di 14.000 metri quadrati se si considerano anche i bastioni) è una delle più grandi fortezze d'Europa, che si è conservata pressoché intatta. È visitata ogni anno da circa 950.000 persone, circostanza che la rende il secondo monumento più visitato dell'Austria all'infuori di Vienna, dopo la basilica di Mariazell.

## Storia

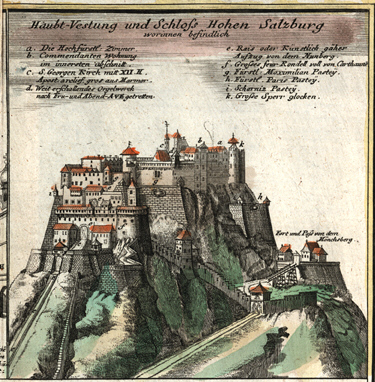
Hohensalzburg in una raffigurazione del 1712.

Nel 1077 l'arcivescovo di Salisburgo Gebhard fece iniziare la costruzione di una torre - che ancora oggi costituisce il nucleo del cosiddetto "piano superiore" - di una chiesa e di una struttura destinata ad abitazione, nonché di una cinta di mura. Poiché però Gebeardo fu costretto all'esilio nel corso della lotta per le investiture, la costruzione venne portata a termine dall'antiarcivescovo di nomina imperiale, Berthold von Moosburg e quindi dall'arcivescovo Konrad von Abensberg.
Fra il XII e il XIII secolo la fortezza, con l'erezione della cinta delle mura più esterne, assunse l'aspetto attuale.
Nel 1462 l'arcivescovo Burkhard von Weißpriach fece rafforzare la cinta muraria con quattro torri: la torre della campana (Glockenturm), la torre dei trombettieri (Trompeterturm), la torre dell'erba (Krautturm) e la torre del fabbro o dei detenuti (Schmiedturm o Arrestantenturm). Inoltre, la strada di accesso orientale fu protetta con un muro e nella parte meridionale della fortezza venne eretto un bastione.
Il successore di von Weißpriach, l'arcivescovo Bernhard von Rohr, fece ristrutturare le vecchie mura aumentandone l'altezza e realizzare il cosiddetto passaggio del serpente (Schlangengang), che serviva per difendere il transito a est verso il Nonntal e verso l'abbazia di Nonnberg.
L'arcivescovo Johann Beckenschlager trasformò il "piano superiore" in un edificio di quattro piani, destinato ad abitazione. Inoltre vennero realizzati il primo arsenale e un granaio. Su quest'ultimo si trova ancor oggi lo stemma di Beckenschlager ed è il più antico stemma che si è conservato nella fortezza di Hohensalzburg.
Fra il 1495 e il 1519 l'arcivescovo Leonhard von Keutschach ampliò ulteriormente la fortezza allo scopo di dare un segno tangibile della sua potenza. Fece ingrandire il secondo e il terzo piano del "piano superiore" e fece costruire un magazzino, che prese il posto dell'antica cappella. Nel corso della sua reggenza, la fortezza assunse l'aspetto di un raffinato palazzo tardogotico, come dimostrano i sontuosi appartamenti principeschi.
Allo scopo di migliorare l'approvvigionamento di acqua in caso di assedio, l'arcivescovo fece poi costruire una nuova cisterna e rinforzò alcune torri esistenti. Sempre per volere di Leonhard von Keutschach furono realizzati il cosiddetto Reißzug, una funicolare per il trasporto di merci, un panificio e varie porte, come la porta del cavallo (Rosspforte) e la porta della catapulta (Schleuderpforte). Infine, la torre dell'erba venne dotata di un enorme organo meccanico, che venne battezzato con il nome di "toro di Salisburgo". Il denaro per l'intensa attività edilizia veniva in gran parte dalle miniere di sale di Dürrnberg, nonché da quelle dei monti Tauri.
Sotto la reggenza dell'arcivescovo Matthäus Lang von Wellenburg si verificarono una serie di rivolte contadine, che a Salisburgo raggiunsero il loro apice fra il 5 luglio e il 31 agosto 1525, quando i rivoltosi assediarono l'arcivescovo rinchiuso nella fortezza di Hohensalzburg. Questo conflitto costituì il maggiore pericolo corso dalla fortezza durante la sua storia quasi millenaria: essa comunque rimase inespugnata.
L'arcivescovo Wolf Dietrich von Raitenau diede uno scarso contributo all'ulteriore ampliamento della fortezza, giacché egli si dedicò quasi esclusivamente ad una serie di interventi edilizi nella città di Salisburgo. Tuttavia il suo destino fu molto legato alla fortezza: nel 1611, infatti, egli venne imprigionato dai Bavaresi in una cella di Hohensalzburg, dove rimase fino alla morte.

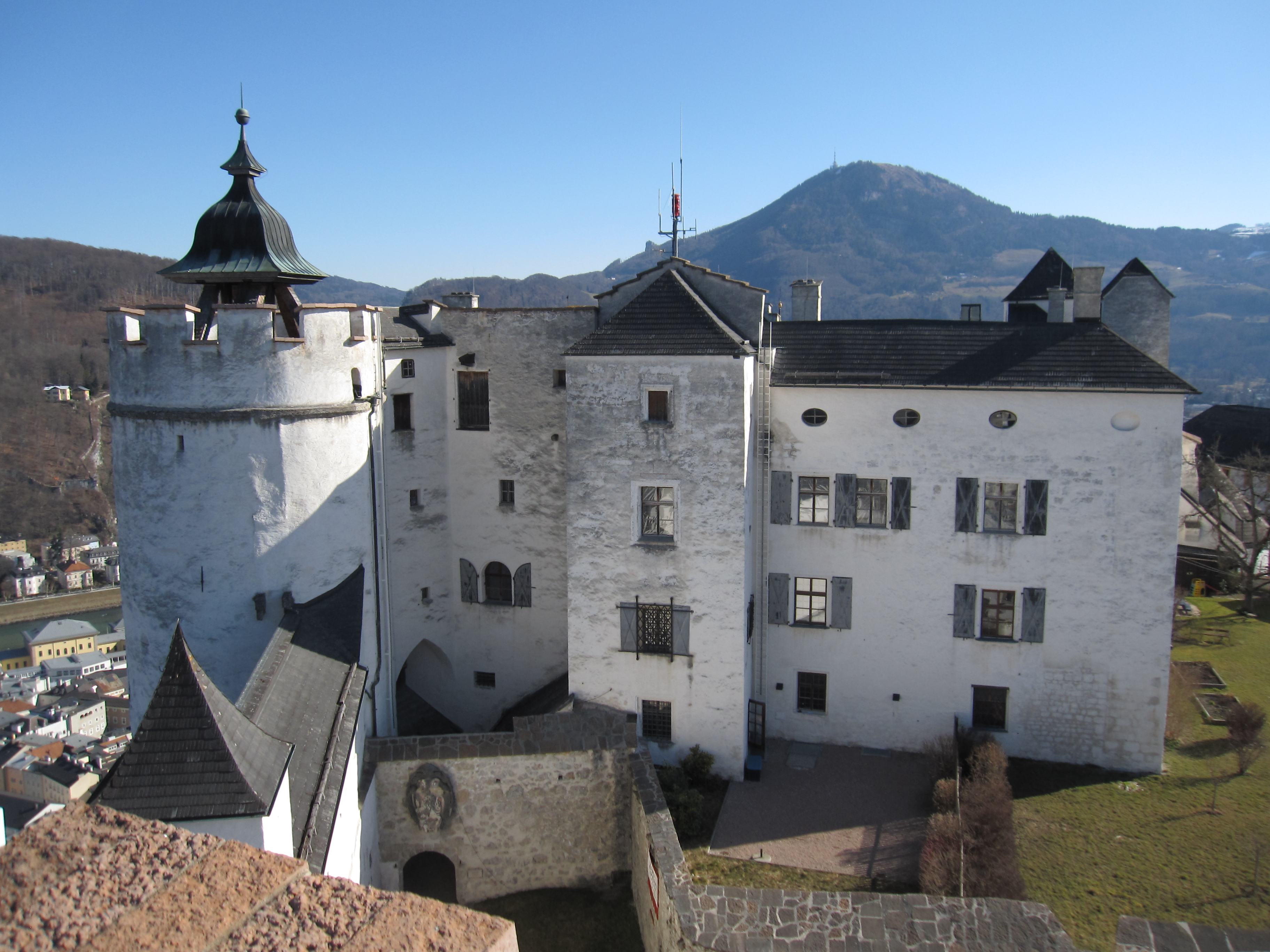
Veduta del cortile interno con il "piano superiore".

All'epoca della guerra dei trent'anni l'arcivescovo Paride Lodron rinforzò la città di Salisburgo con nuove ed estese fortificazioni, coinvolgendo anche la fortezza di Hohensalzburg nel suo progetto difensivo. Nel corso della sua reggenza vennero così costruiti nuovi poderosi bastioni (il cosiddetto Hasengrabenbastei) e vennero ampliati alcuni dei bastioni esistenti. In particolare, Paris von Lodron fece realizzare una serie di elementi difensivi come protezione contro l'artiglieria, che stava diventando sempre più potente, e fece rinforzare tutte le mura difensive che collegavano la fortezza con la città di Salisburgo e con il Mönchsberg.
Per volere dell'arcivescovo Maximilian Gandolph von Künburg, nel 1681 fu eretto sul lato nord il cosiddetto bastione del fuoco (Feuerbastei), alto 30 metri e con mura spesse parecchi metri.
Secondo un inventario del 1790, l'armeria della fortezza conteneva allora più di 100 armature da cavaliere complete, più di 1.100 corazze, lance e alabarde. Inoltre c'erano 415 mortai, 460 cannoni di ferro e 130 cannoni di bronzo. Tuttavia la maggior parte di questi oggetti erano già allora dei pezzi da museo.
Durante le guerre napoleoniche la città di Salisburgo non oppose alcuna resistenza alle truppe francesi guidate dal generale Jean Victor Marie Moreau. La fortezza di Hohensalzburg fu consegnata agli invasori senza combattere. Perciò essa non venne abbattuta per ordine dei Francesi, come accadde con la fortezza di Graz.
A causa del successivo abbandono e di un incendio verificatosi nel 1849, nel 1851 dovette essere eseguito un corposo restauro, che coinvolse in primo luogo gli interni. Negli anni seguenti la fortezza fu utilizzata come deposito e come caserma. Nel 1861 l'imperatore Francesco Giuseppe I d'Austria decretò ufficialmente la fine dell'utilizzo di Hohensalzburg come fortezza, anche se essa continuò ad essere usata come caserma.
Verso il 1900 fu realizzata la funicolare per il trasporto di persone, che dapprincipio era azionata con energia idraulica. Nel XX secolo l'edificio funse anche da prigione, durante la prima guerra mondiale per i prigionieri di guerra italiani e più tardi per gli attivisti nazisti, prima dell'annessione dell'Austria alla Germania.
Fra il 1951 e il 1981 venne eseguita una revisione statica dell'intero complesso. Oggi la fortezza, di proprietà (fiduciaria) dello Stato austriaco, è il simbolo della città di Salisburgo e viene usata essenzialmente per scopi turistici.

## Descrizione di alcuni ambienti interni
La fortezza consiste di vari edifici e cortili interni. Gli appartamenti del principe arcivescovo sono situati nel cosiddetto "piano superiore" (Hoher Stock).

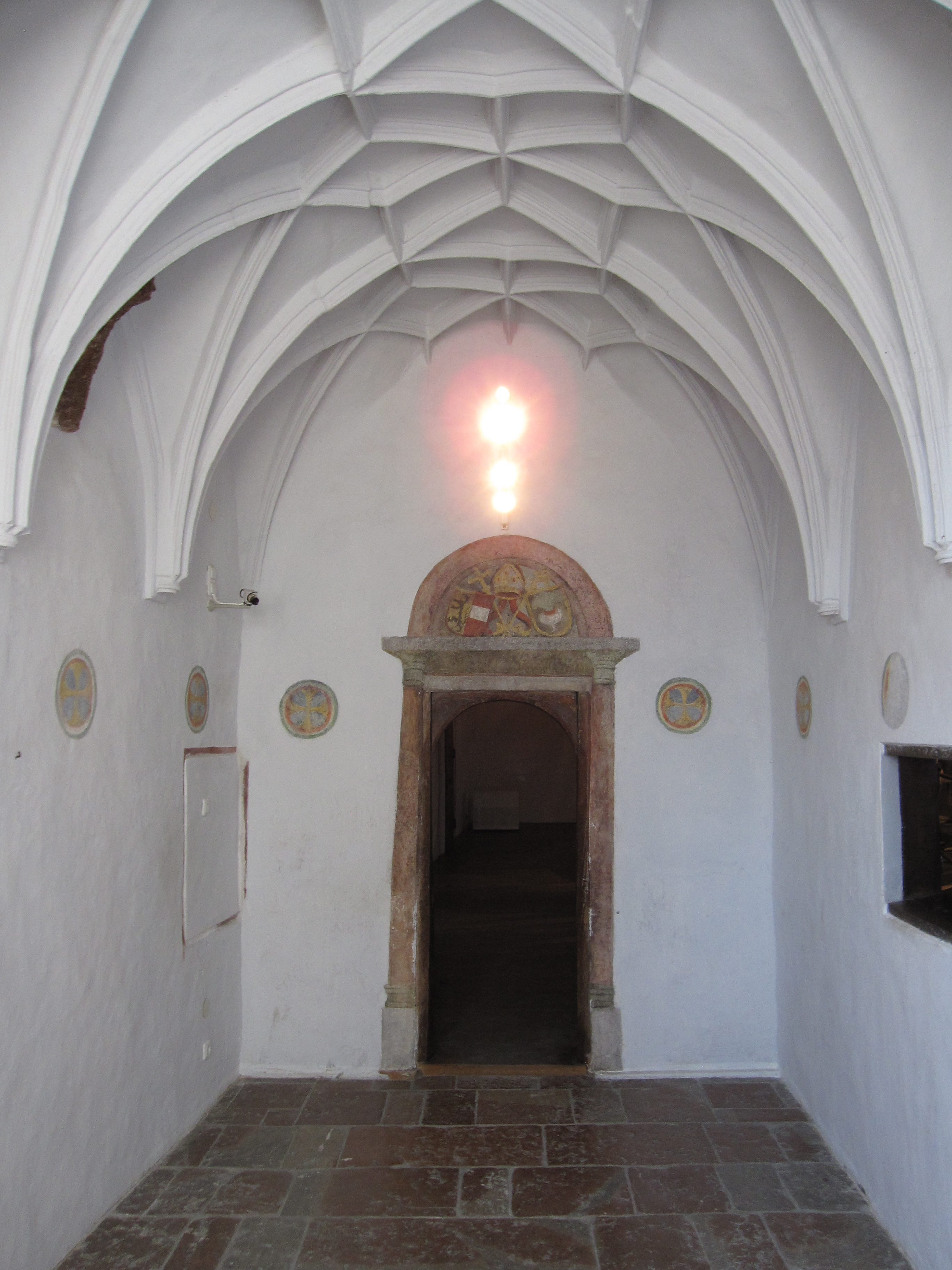
La cappella di Leonhard von Keutschach.

### Cappella dell'arcivescovo Leonhard von Keutschach
Il soffitto della cappella è decorato da una volta riccamente adornata di stelle. La parte interna della porta d'ingresso è coperta di stucchi. La cornice dipinta mostra colonne rosse su un alto plinto con capitelli grigi. Lo stemma di Salisburgo e quello di Leonhard von Keutschach sono riprodotti sul timpano, al di sotto della mitria, della croce legatizia e della spada. Una particolare caratteristica dello stemma è la rapa, simbolo che si può trovare in parecchi luoghi della fortezza come indizio dell'attività edilizia dell'arcivescovo von Keutschach. Sulla parete settentrionale della cappella ci sono due aperture, che rendevano possibile assistere alle funzioni religiose dalla stanza adiacente.

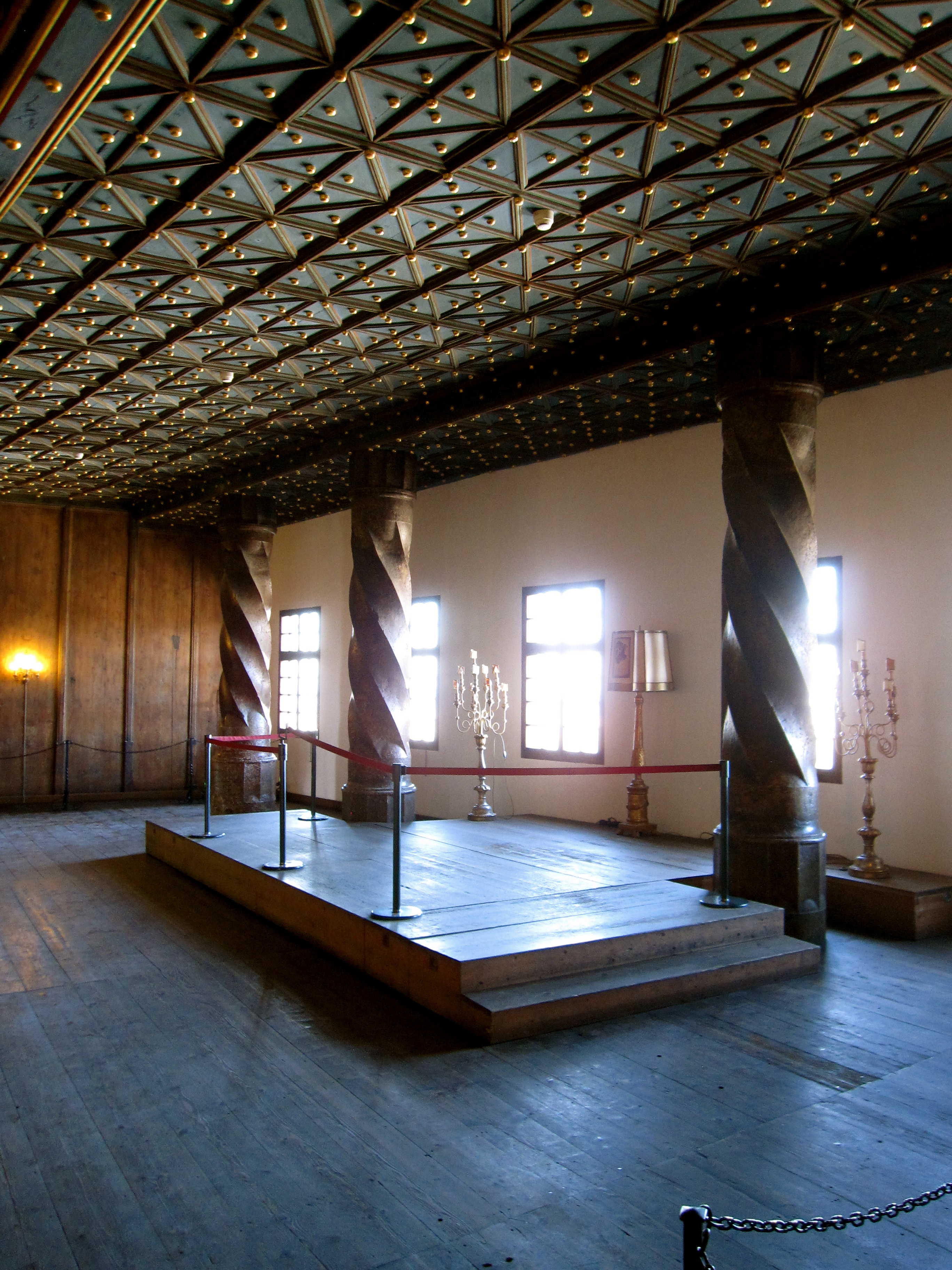
Il salone dorato con le colonne della loggia.

### Salone dorato
A partire dal 1498 i sontuosi locali destinati alle funzioni governative vennero realizzati al terzo piano dell'edificio centrale. Gli appartamenti privati dell'arcivescovo si trovavano al piano inferiore. Gli ambienti ufficiali erano usati essenzialmente per le funzioni di rappresentanza e per le feste. Il salone dorato è decorato in maniera sfarzosa e dimostra che la fortezza serviva all'arcivescovo non solo come rifugio in tempi di crisi, ma anche come residenza, quanto meno fino a tutto il XVI secolo.
Al fine di guadagnare più spazio, l'arcivescovo fece costruire quattro massicci pilastri verso la parete esterna di destra, creando così una loggia interna. Come nelle altre stanze, il soffitto è a cassettoni; ogni cassettone è decorato con bottoni dorati, che simboleggiano le stelle nel cielo.
Degna di nota è la trave lunga 17 metri che sostiene il soffitto. Su di essa sono dipinti gli stemmi di Leonhard von Keutschach insieme a quelli del Sacro Romano Impero e delle più potenti città tedesche.

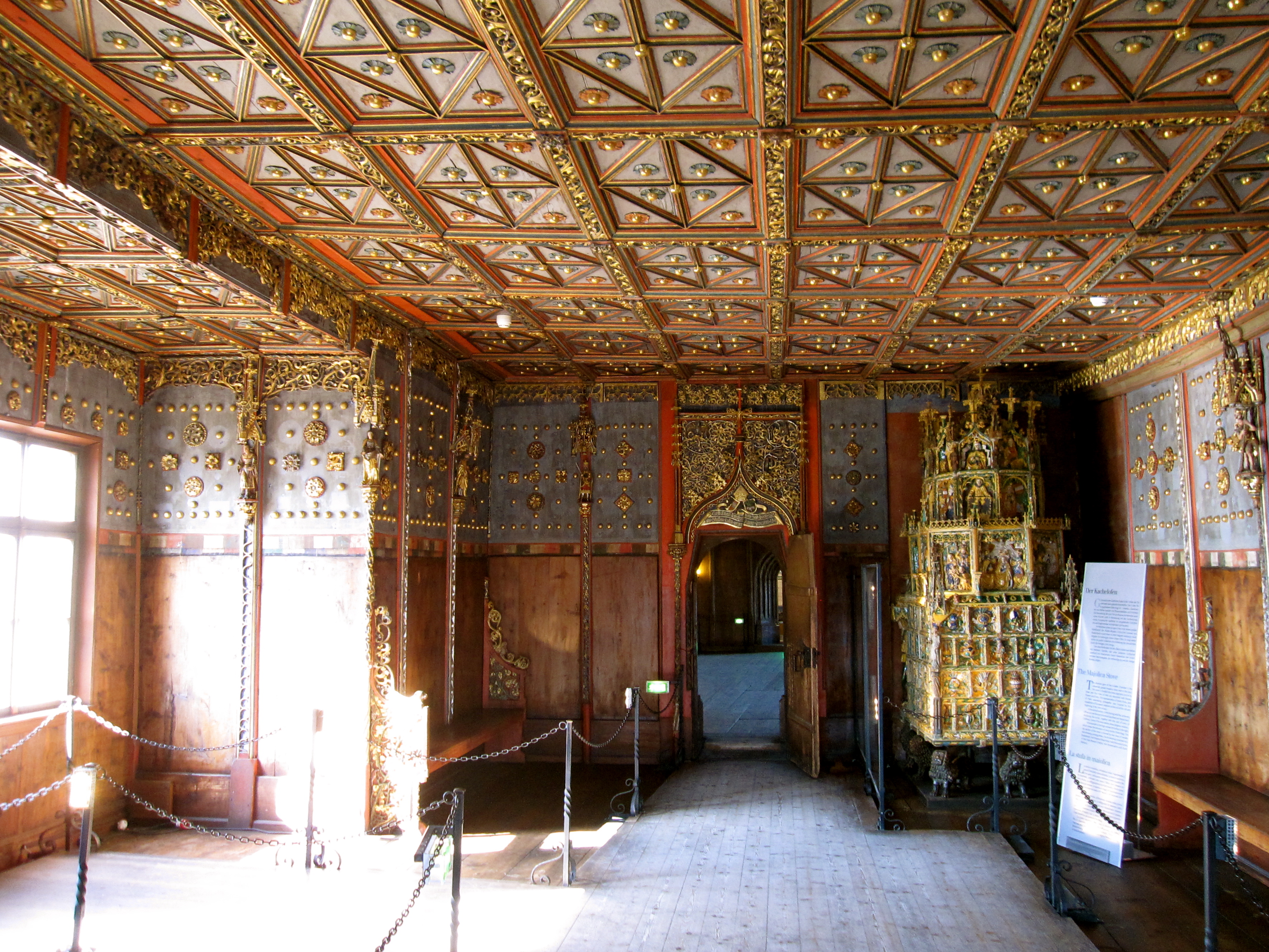
La stube dorata con la stufa di maiolica.

### Stube dorata
La stube dorata è l'ambiente più sontuosamente arredato di tutti gli appartamenti principeschi. Le due pareti maggiori sono occupate da panche riccamente decorate con viti, grappoli, foglie e animali. In origine queste panche dovevano essere coperte da stoffa o cuoio, ma il rivestimento non si è conservato. Notevole è la stufa di maiolica che si trova in un angolo della stanza, decorata con formelle a bassorilievo dipinte con vivaci colori.

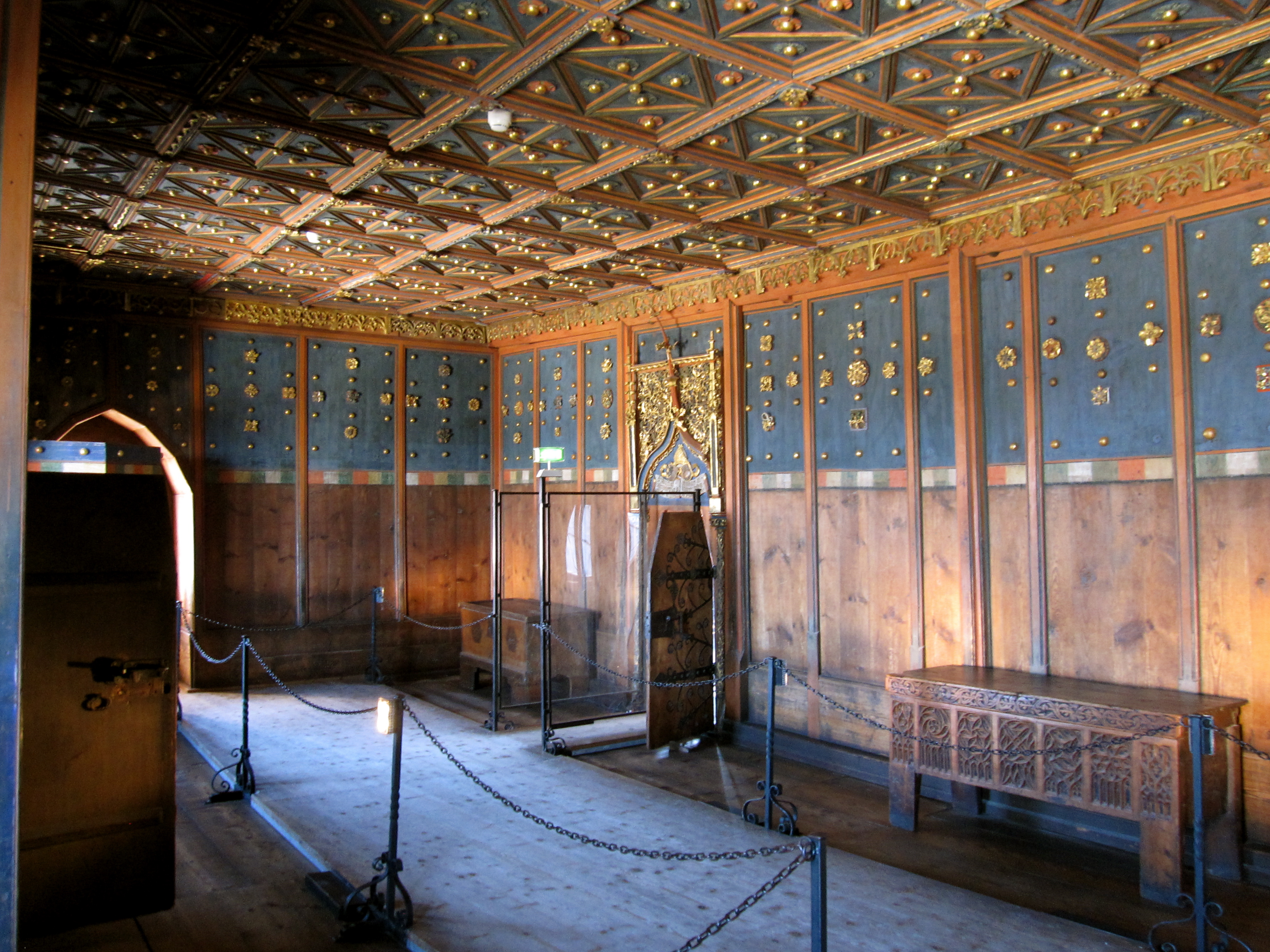
La camera da letto.

### Camera da letto
La camera da letto è l'ambiente più intimo degli appartamenti principeschi. L'elaborato rivestimento in legno, che aveva anche la funzione di isolare dal freddo, è testimone dell'antico splendore. La parte superiore dei pannelli è decorata con bottoni dorati e rosette, mentre la parte inferiore, che oggi appare spoglia, era probabilmente coperta con una tappezzeria di cuoio o velluto. Una porta cela un gabinetto, che sostanzialmente è un buco nel pavimento con una cornice di legno.

## Gemellaggi
La fortezza di Salisburgo è gemellata con la fortezza di Civitella del Tronto dal 1989.